# Camulos (Band)
Camulos ist eine Black-Metal-Band aus Sachsen, Deutschland. Der Name rührt von dem gleichnamigen keltischen Kriegsgott. Die Band veröffentlichte ihre beiden Alben bei dem Plattenlabel Christhunt Productions.

## Stil
Textlich wird das Christentum genretypisch verhöhnt und kritisiert, beispielsweise in Hinsicht auf die Inquisition (im Text zu Spiel des Blutes) oder immer wieder aufgedeckte Fälle von sexuellem Missbrauch an Kindern seitens Kirchenbediensteter (im Text zu Der Untermensch (mit Namen Christ)). Hierbei wird meist Gewalt gegen Anhänger des Christentums vorausgesagt oder herbeigewünscht. Aufgrund der Bezeichnung der Christen als „Untermenschen“ und der Nähe der Musiker zum Rechtsextremismus bezeichnete der Rock-Hard-Autor Wolf-Rüdiger Mühlmann Camulos selbst als rechtsextremes Projekt. Diese Einordnung entspricht der Einschätzung des Gutachters Rainer Fromm im Indizierungsverfahren für das erste Albums, die besagt, „dass das Musikprojekt ‚Camulos‘ durch persönliche wie auch politische Kontakte tief in dem rechtsextremistischen Teil der deutschen Black Metal-Szene verwurzelt“ sei. Der Gutachter Fromm betont, dass „[o]ffene Rechtsextremismen wie die Glorifizierung des Nationalsozialismus, Ausländerhass oder imperiale Großreichsphantasien […] auf der CD nicht bedient“ werden. (siehe Abschnitt Indizierung des Debüts). Aufgrund der Texte weigerte sich das Presswerk, die CD zu drucken.
Obwohl Nazguls Hauptprojekt die RAC-Band Kraftschlag ist und die Komposition bei Camulos hauptsächlich auf ihn zurückgeht, ist die Musik der Band nicht RAC-beeinflusst, sondern verfolgt musikalisch einen nordisch beeinflussten Black-Metal-Stil, welcher vergleichsweise harmonische Melodien birgt. Die Gesamtgeschwindigkeit der bisherigen Veröffentlichungen ist bis auf wenige Ausnahmen hoch.

## Indizierung des Debütalbums
Im Jahre 2002 veröffentlichten Camulos ihr Debütalbum Der Untermensch (mit Namen Christ). In einem Schreiben vom 6. Mai 2003 des Landeskriminalamt Sachsen wurde daraufhin ein Indizierungsantrag bei der Bundesprüfstelle für jugendgefährdende Medien gestellt. Als Grund wurde der Inhalt von jugendgefährdenden, satanistischen und rechtsextremen Texten genannt. In den aufgenommenen Ermittlungen wurde der Tonträger vom Politologen Rainer Fromm begutachtet. Die Prüfstelle kam zu dem Ergebnis, dass die auf dem Tonträger enthaltene Kritik an der von der Band als solchen empfundenen Herrschaft der Religion generell zulässig sei, jedoch in einer gesetzeswidrigen Form geäußert werde. So würden die meisten Textstellen einzig daraufhin abzielen, gläubige Personen zu verletzen, somit sei letztlich der Tatbestand der Gotteslästerung und Diskriminierung gegeben. Hinsichtlich des Verdachts des politischen Extremismus und der damit einhergehenden Fremdenfeindlichkeit (primär Antisemitismus) sah der Gutachter jedoch keinen eindeutig ersichtlichen Tatbestand. Am 6. November 2003 schließlich wurde Der Untermensch (mit Namen Christ) in Teil A der Liste der jugendgefährdenden Medien aufgenommen und somit indiziert, eine Beschlagnahmung fand nicht statt.

## Nebenprojekte
Zorrn und Nazgul spielen ferner bei den Rechtsrock-Bands Kraftschlag sowie Soldiers of Freedom und führen des Weiteren ihr Nebenprojekt Yggdrasil. Nazgul ist außerdem noch an der Band Caedes beteiligt, gemeinsam mit Lord Asgaqlun und Anderen.
Zorrn war neben seinem Engagement bei Kraftschlag, Camulos und Wolfswinter noch Schlagzeuger der sächsischen Pagan-Metal-Band Magog, welche 2004 aufgelöst, 2009 ohne ihn wiedervereint, und 2011 ergebnislos erneut aufgelöst wurde.
Lord Asgaqlun spielte zuvor bei den mittlerweile nicht mehr existierenden Bands Dunkelgrafen und Vilkates. Ferner ist er Inhaber des Plattenlabels Fog of the Apocalypse.

## Diskografie
- 2002: Der Untermensch (mit Namen Christ) (Album, indiziert)
- 2003: Der Untermensch / Spiel des Blutes (Doppel-Album)
- 2003: Spiel des Blutes (Album)
- 2005: Verwesender am Kreuz (Split-Album mit Ainshval)
- 2014: Leichenlieder (Album)